# Ostrov Stavů
Ostrov Stavů (španělsky Isla de los Estados, nizozemsky Stateneiland) je neobydlený argentinský ostrov v jižní části Atlantského oceánu o rozloze 530 km2. Na západě sousedí s argentinskou částí Ohňové země, od které ji dělí Le Maireův průliv. Na severovýchod od ostrova se nacházejí Falklandy, které jsou pod správou Velké Británie. Název pochází od nizozemských objevitelů Willema Schoutena a Jacoba Le Maire, kteří jej nazvali na počest Generálních stavů nizozemských provincií.

## Geografie
Ostrov, dlouhý 63 km a 15 km široký, je značně členitý a hornatý. Nadmořská výška hor se pohybuje vesměs mezi 600 a 800 metry. Nejvyšším vrcholem ostrova je Monte Bove (823 m n. m.). Na ostrově je několik ledovcových údolí a jezer.

## Historie

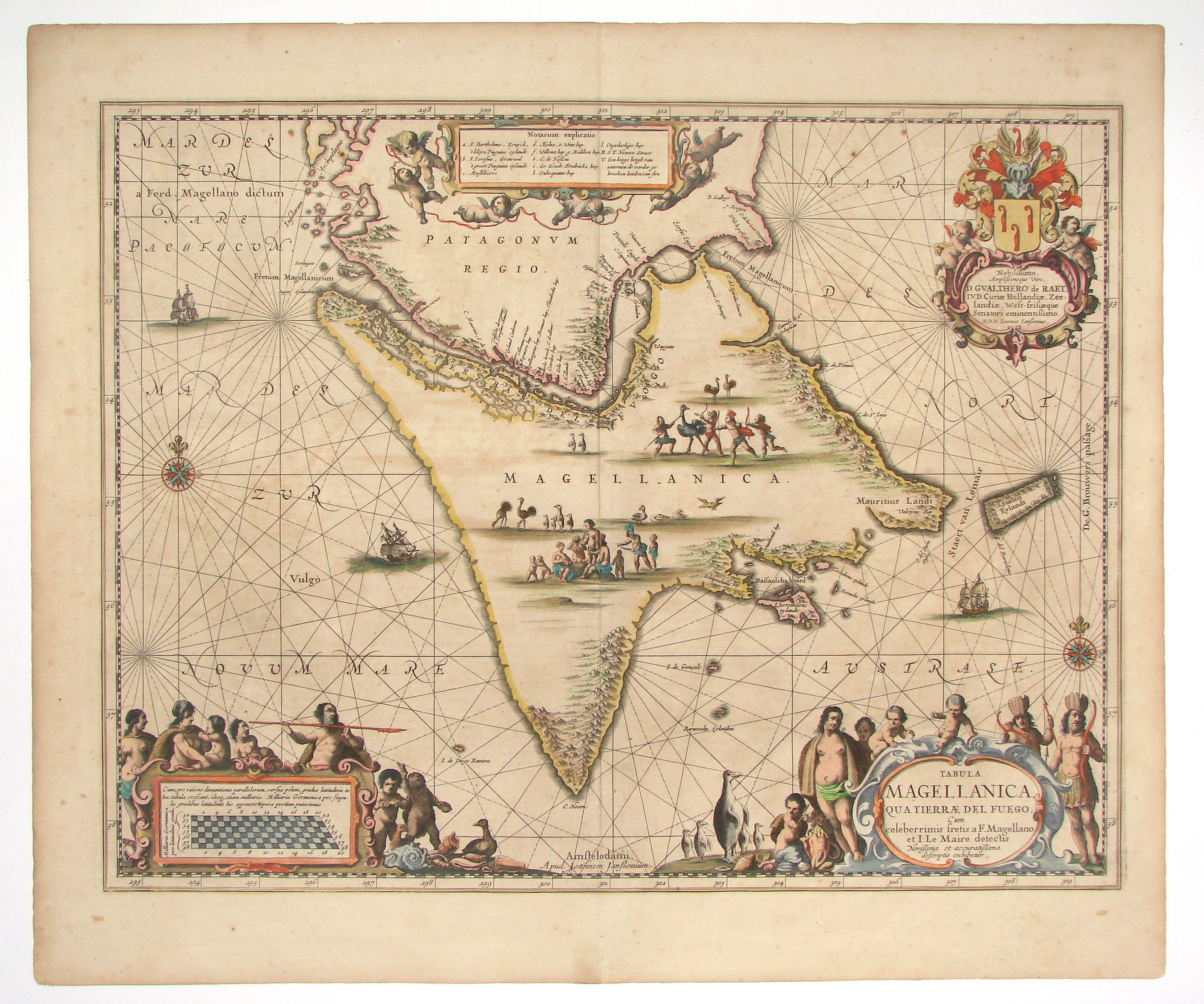
Mapa Ohňové země z roku 1657

Podle domněnek historiků ostrov objevil již v roce 1526 španělský mořeplavec Francisco de Hoces, který je považován za objevitele Drakeova průlivu. Až o 90 let později existenci ostrova oficiálně potvrdil nizozemský obchodník a mořeplavec Jacob Le Maire, když v lednu roku 1616 objevil průliv mezi tímto ostrovem a Ohňovou zemí při své plavbě do Tichomoří.
V roce 1978 byla v dlouhé úzké zátorce Puerto Parry, lemované až 600 metrů vysokými útesy, zřízena malá vojenská základna s názvem Comandante Luís Piedra Buena. V roce 1991 byl ostrov vyhlášen přírodní rezervací.

## Správa
Ostrov Stavů je součástí argentinské provincie Tierra del Fuego a nemá vlastní samosprávu. Je ekologickou, historickou a turistickou provinciální rezervací s omezeným přístupem. Jediným sídlem na ostrově je vojenská stanice v zátoce Puerto Parry, kde přebývá jen zhruba čtyři až pět vojáků.

## Maják San Juan de Salvamento
Na severovýchodě ostrova se nachází historický Maják San Juan de Salvamento,. známý jako Maják na konci světa. Jedná se o nejstarší argentinský maják a první, který byl postaven na jihu země.  Dřevěná osmiboká stavba se zinkovou střechou byla vybudována v roce 1884 na šedesát metrů vysoké skále. Tento skalní výběžek v roce 1704 pojmenoval Jean Nouaille, kapitán lodě z bretaňského Saint-Malo, jako „Mys Saint-Jean“. Během stavby majáku byl název mysu rozšířen na San Juan de Salvamento. Maják byl v roce 1976 prohlášen argentinskou národní kulturní památkou.

## Ostrov v literatuře a filmu
Ostrov Stavů je dějištěm románu francouzského spisovatele Julese Verna Maják na konci světa (v originále Le Phare du bout du monde). Podle Vernova románu byl v roce 1971 ve španělsko-italsko-francouzsko-lichtenštejnské koprodukci natočen film Světlo na konci světa (původní název: La luz del fin del mundo). Film s Kirkem Douglasem a Yulem Brynnerem v hlavních rolích režíroval Kevin Billington.

## Galerie

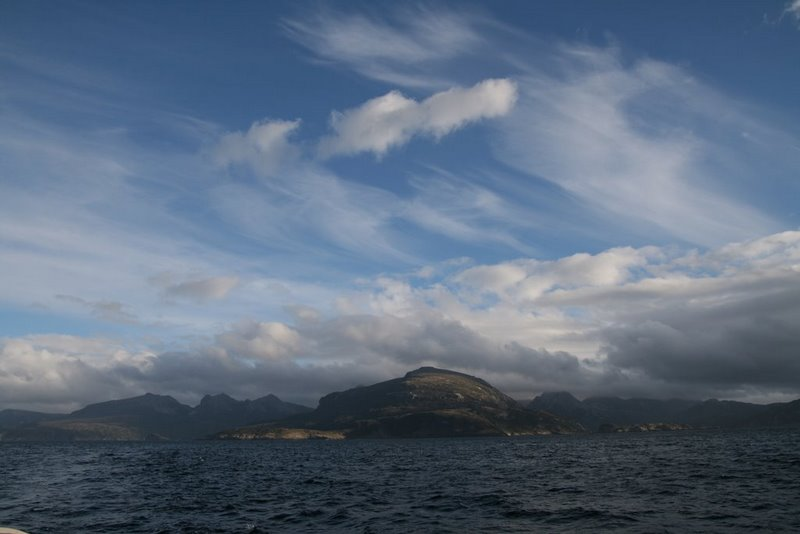
Pohled na ostrov z Le Maireova průlivu
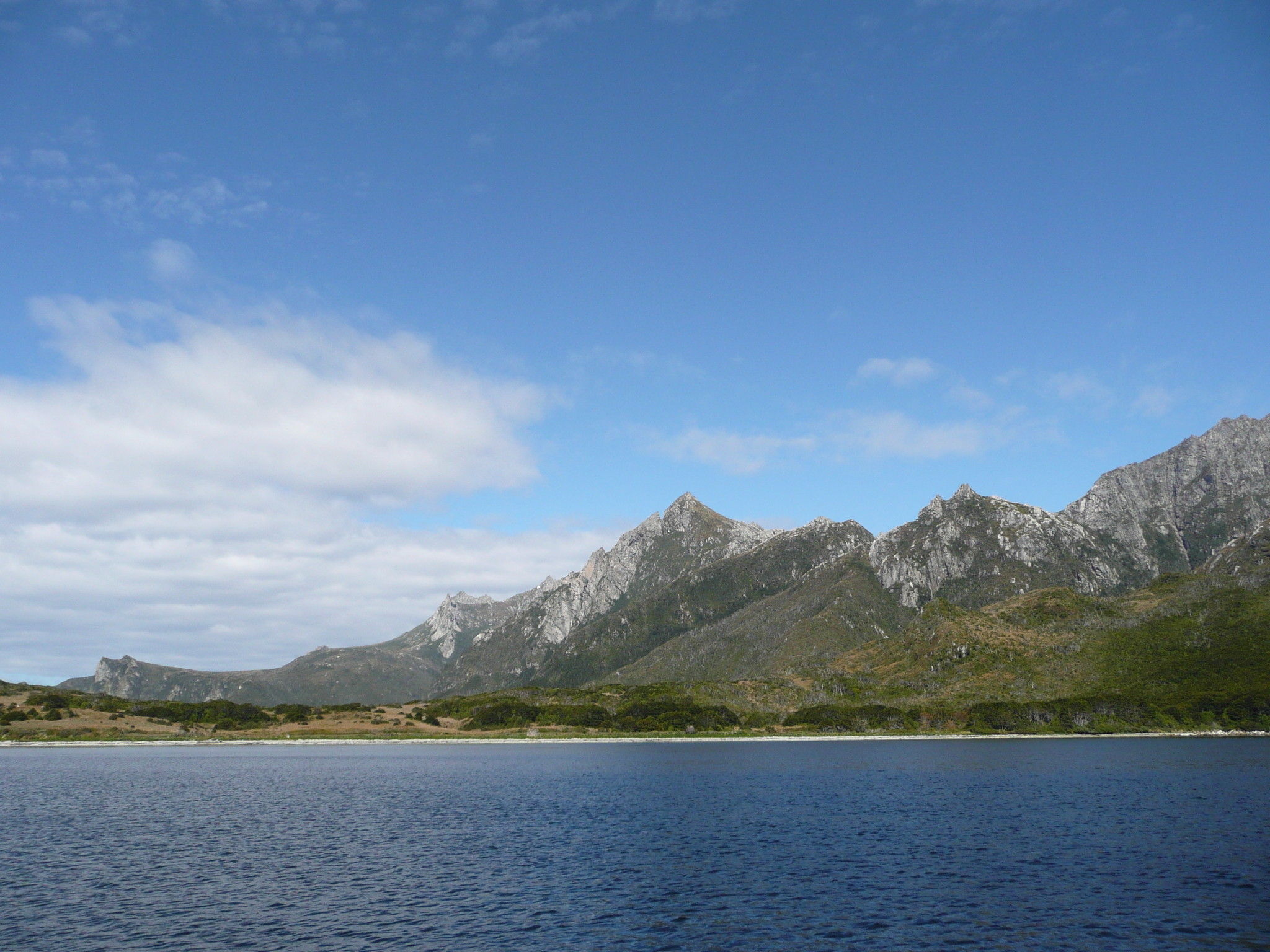
Puerto Cook na severu ostrova
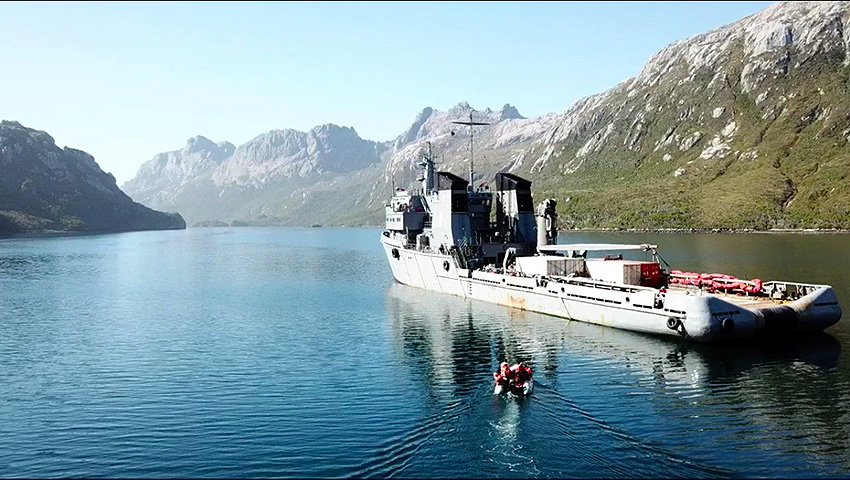
Zátoka San Carlos
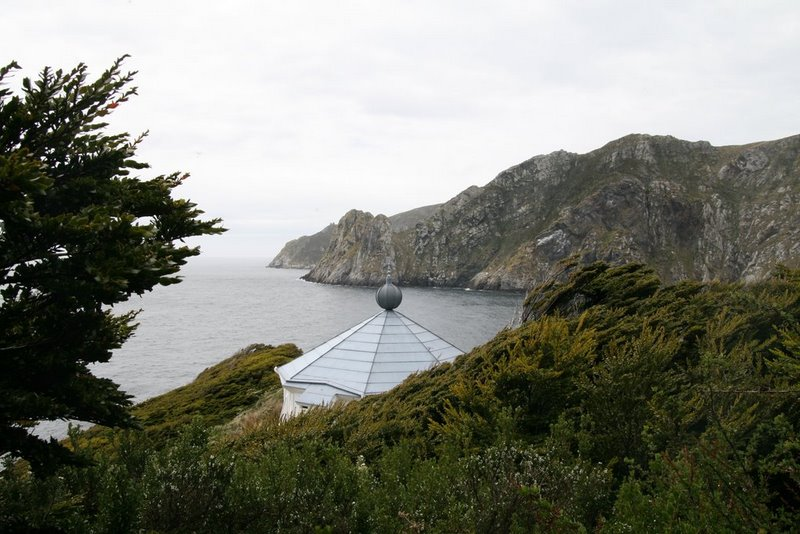
Zátoka s majákem